# George Gordon, IX marchese di Huntly
George Gordon, IX marchese di Huntly (28 giugno 1761 – 17 giugno 1853), è stato un nobile scozzese.

## Biografia
Era il figlio di Charles Gordon, IV conte di Aboyne, e di lady Margaret, figlia di Alexander Stewart, VI conte di Galloway.
Nel 1794 succedette al padre al titolo di Conte di Aboyne e nel 1836 succedette a un lontano cugino, George Gordon, V duca di Gordon, al titolo di Marchese di Huntly.

## Matrimonio
Il 4 aprile 1791, sposò Catherine Cope, figlia di Sir Charles Cope, II Baronetto, ed ebbero nove figli:
- Charles Gordon, X marchese di Huntly (1792-1863)
- Catherine Susan Gordon, Lady Chesham (1792-1866)
- Lord George Gordon (1794-1862)
- Lord John Frederick Gordon-Hallyburton (1799-1878)
- Maggiore Lord Henry Gordon (1802-1865)
- Cecil James Gordon (1806-1878)
- Lady Mary Gordon (?-1825)
- Francis Arthur Gordon (1808-1857)

Huntly era un appassionato giocatore di cricket. È stato membro del White Conduit Club e uno dei primi membri del Marylebone Cricket Club.